# Лазарев, Василий Романович
Василий Романович Лазарев (1920—1988) — майор Советской Армии, участник Великой Отечественной войны, Герой Советского Союза (1946).

## Биография
Василий Лазарев родился 3 февраля 1920 года в селе Колтово (ныне — Каширский район Московской области). После окончания семи классов школы поступил в Пензенский техникум паровозного хозяйства. В 1940 году Лазарев был призван на службу в Рабоче-крестьянскую Красную Армию. В 1942 году он окончил Балашовскую военную авиационную школу пилотов. С 1943 года — на фронтах Великой Отечественной войны.
К марту 1945 года гвардии старший лейтенант Василий Лазарев командовал звеном 173-го гвардейского штурмового авиаполка 11-й гвардейской штурмовой авиадивизии 16-й воздушной армии 1-го Белорусского фронта. К тому времени он совершил 115 боевых вылетов на штурмовку скоплений боевой техники и живой силы противника, нанеся ему большие потери.
Указом Президиума Верховного Совета СССР от 15 мая 1946 года гвардии старший лейтенант Василий Лазарев был удостоен высокого звания Героя Советского Союза с вручением ордена Ленина и медали «Золотая Звезда».
После окончания войны Лазарев продолжил службу в Советской Армии. В 1955 году в звании майора он был уволен в запас. Проживал в городе Барановичи Брестской области Белорусской ССР.
Был также награждён тремя орденами Красного Знамени, двумя орденами Отечественной войны 1-й степени, орденом Красной Звезды, рядом медалей.